# Raptor El Rojo
Raptor El Rojo es una novela americana de 1995 escrita por el paleontólogo Robert T. Bakker. El libro es una narración en tercera persona de dinosaurios durante el Período Cretáceo, contado desde el punto de vista de Raptor Rojo, una hembra Utahraptor. Raptor El Rojo presenta muchas teorías de Bakker con respecto a los hábitos sociales de los dinosaurios, de su inteligencia, y el mundo en qué vivieron.
El libro sigue la vida de Raptor durante un año cuando pierde a su compañero, encuentra su familia, y lucha para sobrevivir en un entorno hostil. Bakker se inspiró para sus dibujos gracias al trabajo de Ernest Thompson Seton,  trabajos que miraban en vida a través de los ojos de depredadores. Bakker dijo que encontraba "divertido" escribir desde la perspectiva de un Raptor. Bakker basó sus retratos de dinosaurios y otra fauna y flora prehistórica sobre evidencia fósil, así como en estudios de animales modernos.
Cuándo se estrenó, Raptor El Rojo fue generalmente alabado por las críticas: el antropomorfismo que Bakker le puso a la obra estuvo visto como aspecto único y positivo del libro, y su escritura estuvo descrita como amigable y creíble. Críticas malas de la novela incluían una carencia percibida de caracterización y escritura pobre. Algunos científicos, como el paleontólogo David B. Norman, tomó el asunto como un conjunto de teorías científicas retratadas en una novela, temiendo que el público aceptara tales teorías como hechos reales, mientras que el anfitrión del Discovery Channel Jay Ingram defendió las creativas decisiones de Bakker respecto al libro.

## De fondo

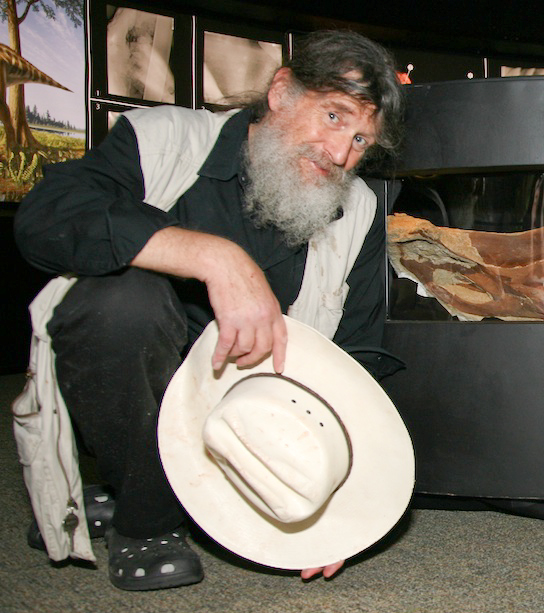
Robert Bakker en el Museo de Houston de Ciencia Natural en 2008

Robert T. Bakker originalmente sugirió el nombre Utahraptor para un espécimen de dinosaurio nuevo que había sido encontrado por un cazador amateur en Utah. Bakker fue consultado asiduamente por los diseñadores de Jurassic Park, cuyo dino-personaje principal fue el Velociraptor —llamado la "mujer grande" en el guion— que tenía las mismas medidas que el recientemente descubierto Utahraptor. Bakker estuvo motivado para escribir el libro por sus intereses en el comportamiento de los dinosaurios y su deseo de unir la ciencia y la diversión, diciendo que "la naturaleza es una obra. Tienes vida y muerte y sexo y traición y la mejor manera de acercarse es a través de animales individuales." Según Bakker, " es divertido de ponerse en la mente de un raptor, especialmente siendo un superdepredador, es tan desafiante... Mucho más duro que ser un herbívoro." Bakker puso las bases para los trabajos del naturalista Ernest Thompson Seton,  trabajos que centró en las perspectivas de la vida de osos grizzly y lobos, habiendo sido inspirado por la novela escrita desde el punto de vista del dinosaurio.
Raptor El Rojo era un intento de introducir el recién descubierto Utahraptor al público, así como explicar algunas de las teorías de Bakker sobre el comportamiento de los dinosaurios. El raptor de Bakker está mostrado como monógamo, criaturas relativamente inteligentes y sociales, una aserción lo defiende, diciendo "la vida de los dinosaurios cazadores era dura. Más esqueletos excavamos y más vemos que tienen marcas claras de heridas viejas. Para sobrevivir y levantar su joven, los predadores necesitaron más que dientes agudos y una fuerte mandíbula. Necesitaron vínculos sociales." Bakker también adelanta su teoría polémica sobre que un impacto de asteroide no mató a los dinosaurios, sino una enfermedad extendida a través de la migración.
Otro de los objetivos de la novela fue desvanecer la percepción común de que los depredadores eran malos y retratarles como criaturas para ser admiradas y empatizarse con ellas. "Ser un predador es difícil," dijo Bakker, notando que fósiles de grandes predadores a menudo mostraban múltiples roturas y cicatrices en los huesos, así como señales de infecciones serias, toda evidencia de un estilo de vida duro. El continuaba: "La mayoría de los depredadores tuvo algún trauma,  habían sido mordidos por una razón sencilla: luchas por la comida tiempo atrás." El comportamiento de los Raptors y otros animales presentados en la novela estuvo basada en una combinación de evidencia fósil y observaciones de animales modernos, como chimpancés y caimanes.
Bakker recibió un empuje grande de dinero para la novela de Bantam Books. El libro era seguidamente presentado en las librerías americanas, como la Convención en Chicago, al lado de Michael Crichton con El Mundo Perdido. La cobertura del acontecimiento notó que ambas novelas eran al final influenciadas por los dinosaurios de Jurassic Park, cuando la tendencia nueva en libros americanos cambiaba hacia lo político en el periodo posterior de las elecciones de E.E.U.U. de 1994.
Raptor El Rojo fue inicialmente publicado como un libro tangible de papel, de tapa dura, y era más tarde liberado como un audiolibro por Simon & Schuster Audio, leído por Megan Gallagher. Los derechos del audiolibro y una copia de el —que valían al menos U$ 34,000 por noviembre de 1995— fueron donados al Tate Museo en Casper, Wyoming, del cual Bakker era benefactor.

## Sinopsis

### Producción y personajes
Raptor El Rojo tiene lugar aproximadamente hace 120 millones de años, en el Cretáceo Temprano, periodo del Mesozoico. En ese tiempo, un puente de tierra se había formado entre Asia y América, esto dejó grupos de dinosaurios extranjeros que invadieron lo que hoy en día sería Utah; uno de estas especies extranjeras sería el Utahraptor.  Bakker da una vista individual de cada especie de dinosaurio o criatura antigua al mismo estilo que las experiencias de Rojo; estos incluyen una criatura Gastonia quién instintivamente ataca lo qué no entiende con su cola, y un Diplodocus que disfruta de golpear a los depredadores con su látigo de cola. Bakker prominentemente cuenta las aventuras de una "bola de piel", un Aegialodon; según el autor, se añadió tanto énfasis en este dinosaurio porque el Aegialodon está en la línea ancestral directa con los seres humanos. El Aegialodon, sin embargo, no vivía en la misma fecha y lugar que el Utahraptor, procedentes de Inglaterra hace alrededor de 136 millones de años. Algunos de los otros animales que aparecen en la novela estaban más cerca en el tiempo y el lugar al Utahraptor pero no son estrictamente contemporáneos. Por ejemplo , los fósiles atribuibles a Acrocanthosaurus y Deinonychus se conocen de la misma formación rocosa como Utahraptor (la Formación del Monte del Cedro), pero a partir de sedimentos unos 5 millones de años más jóvenes.

### Historia
En la apertura del libro, el personaje del título y su compañero fueron emboscados por un rebaño de Astrodon, los cuales son grandes herbívoros sauropodos. El Astrodon se sorprende, pensando que su mayor tamaño debería disuadir a los depredadores más pequeños. Los Utahraptor, sin embargo, son mucho más grandes que cualquier depredador residente, y sigen los pasos de uno para acabarlo con el trabajo en equipo. Cuando sube el compañero de Rojo en el Astrodon muerto, el cadáver roda en el barro, atrapando al macho bajo la mayor parte del animal. A pesar de los mejores esfuerzos de Rojo, su compañero muere asfixiado. Abatida, Rojo pasea alrededor del pantano, casi muerta de hambre ya que un Utahraptor no puede cazar con éxito grandes presas por sí mismo.
Red sigue un olor familiar y se reencuentra con su hermana, una madre soltera con tres crías. Los dos cazan juntos y llevan comida al nido para los jóvenes. Un pterosaurio blanco, se une y ayuda a los dos por la búsqueda de carroña y presas a cambio de una ración de carne. En una expedición de caza, cuando los dos Utahraptors adultos están acechando a una manada de Iguanodon, Rojo espía un joven Utahraptor masculino que está viendo a su misma presa. Él comienza una danza de cortejo para Red, pero la hermana de Red lo echa del lugar, silbando. Sus gruñidos agitan a los Iguanodon, quienes se van en estampida; el macho sale a toda prisa . Después de subir a un árbol para escapar de la estampida repentina, Rojo se encuentra con el raptor masculina otra vez, que realiza una danza de cortejo, mientras que cuelga sobre las ramas de los árboles. La hermana de Red permite a regañadientes el macho a quedarse con ellos, siempre que se mantenga lejos de sus crías.
Durante un tiempo, Rojo y su nuevo compañero son felices, alimentándose de la carroña abundante dada por el retroceso de las aguas de inundación, pero la vida alegre de la pareja se ve interrumpida por una invasión de grandes Acrocanthosaurus, enormes dinosaurios carnívoros. La competición añadida por los alimentos pone presión sobre el macho, al igual que la inesperada muerte de una de las crías. Una pelea estalla entre el raptor varón y la hermana de Red. Rojo, dividida entre una posible pareja o sus parientes, trata de calmar la situación. Dos Acrocanthosaurus ven la conmoción y aprovechan la oportunidad para atacar el Utahraptor. Mientras tanto, un Kronosaurus tiende una emboscada a una de las crías en la playa. Al ver el peligro, Rojo atrae la Acrocanthosaurus hembra en aguas profundas, donde el depredador más grande se ve arrastrado bajo el Kronosaurus. Red salva a su familia, pero a un precio, su consorte se ve obligado a distanciarse por la hermana de Red.
Frente a las amenazas continuas de los Acrocanthosaurus, Rojo, su hermana y las crías se ven obligados a ir a las montañas. Se encuentran con hielo y nieve por primera vez, y matan a un Segnosaur en una cueva, convirtiendo la sala en su nido. La cría más adulta acompaña a los dos adultos en las expediciones de caza. Un día, los raptors se encuentran con una Diplodocus látigo de cola que inflige heridas en rojo y su hermana; la cría mayor se ve obligada a cazar y encontrar comida para la manada por sí mismo. Esta calamidad coincide con la llegada de un gran paquete de rapaces más pequeños conocidos como Deinonychus. Sintiendo la debilidad de la manada Utahraptor, rodean el nido y esperan a que los raptors heridos se encuentren débiles, los suficiente como para atacarlos.
La hermana de Rojo muere, y Rojo termina estropeada y sin capacidad de defenderse contra los dinosaurios más pequeños. Los Deinonychus se mantienen cerca y en espera a que Rojo muera, pero son echados por un ataque repentino, la cría, ya no tan cría, regresa con sus hermanitos y con el antiguo novio de Rojo para defender el nido, haciendo retroceder a los Deinonychus. Algún tiempo más tarde, el viejo blanco Pterosaurio ronda cerca de la casa de Rojo en la montaña, y encuentra que la manada ha crecido considerablemente. Ambos Rojos y el Utahraptor menor han encontrado pareja y tienen hijitos, quiénes están divirtiéndose rodando abajo por una colina. El satisfecho Pterosaurio junta hojas con su compañera para su propio nido, para su familia.

## Recepción
Raptor El Rojo fue recibido favorablemente por la crítica y la prensa dominante. Mucho elogio fue dado al antropomorfismo de Bakker sobre los dinosaurios; un periodista del Toronto Star dijo que "Raptor El Rojo cuenta lo que de verdad harían los dinosaurios: convierte los datos en historias y las historias son lo que todos nosotros necesitamos para hacer que estos animales, incluso los dinosaurios, cobren vida." Mark Nichols de Maclean dijo que el éxito de Bakker yacía en que esperanzaba a los lectores sobre que los dinosaurios estuvieran vivos .
En contraste con esta buena acogida, Entertainment Weekly consideró que el Antropomorfismo de los dinosaurios se desvió hacia "una caricatura de Disney". Otras críticas de la prensa incluyeron una falta de carácter necesaria para la ficción verdaderamente apasionante. Los revisores describen la obra de Bakker como que "toca el corazón" a pesar de las fallas, como la escritura incoherente. Men's New Daily, un sitio que se centra en los valores sociales, sugirió que las aves rapaces de Bakker "poseen un pintoresco y atractivo especial en el clima social actual". La narración de Megan Gallagher del audiolibro, combinada con efectos de sonido continuos y música dramática para crear una "imagen sonora", también fue elogiada. Entertainment Weekly dio a Rapto El Rojo su "Premio a la Mejor Novela Cautivante sobre la Vida Animal".
Muchos comentarios críticos de la obra provienen de los científicos que se opusieron a la poca credibilidad con hechos científicos. El paleontólogo Thomas Holtz señaló que Bakker combina fauna en formas que no están directamente apoyadas por el registro fósil; por ejemplo, varios de los dinosaurios que aparecen en los libros vivieron millones de años después que el Utahraptor se extinguió. Michael Taylor, curador de paleontología de vertebrados en el Museo Nacional de Escocia, opinó sobre el libro diciendo que "Raptor El Rojo es un retrato exacto sólo dentro del contexto de las incertidumbres sobre la reconstrucción de animales fósiles como formas de vida... la posdata de Bakker nunca admite estas incertidumbres". David B. Norman criticó el libro como "no más de una aventura para niños y una historia bastante mal escrita... La fusión de la ciencia y la fantasía es lo peor en Raptor El Rojo porque ninguno de los expertos puede separar realidad de la ficción; este tipo de tonterías convierte un lector desinformado en uno mal informado". Jay Ingram, de Discovery Channel, publicó una refutación, diciendo: "El punto más importante es que la representación de Bakker de los dinosaurios en Raptor El Rojo es viva-viva de una manera que muy pocos museos muestran. Y si resulta en el largo plazo que parte de la especulación es injustificada, ¿a quién le importa? Bob Bakker nos ha dado una ventana única en la era de los dinosaurios ".

Según Bakker, podría rodarse una película sobre el libro Según Daily Variety en 1996, el productor Robert Halmi tratría con Jim Henson paraq alguna adaptación de la película. El proyecto no ha sido oficialmente anunciado.